# Friedrich Rosen (Politiker)

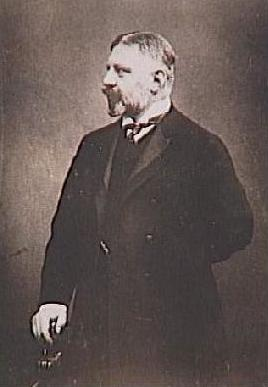
Friedrich Rosen, 1910

Friedrich Felix Balduin Rosen, auch Fritz Rosen (* 30. August 1856 in Leipzig; † 27. November 1935 in Peking) war ein deutscher Orientalist, Diplomat und Politiker. Auf Arabisch nannte er sich auch سليمان روزن, DMG Sulaimān Rūzin. Von Mai bis Oktober 1921 war er deutscher Außenminister.

## Leben

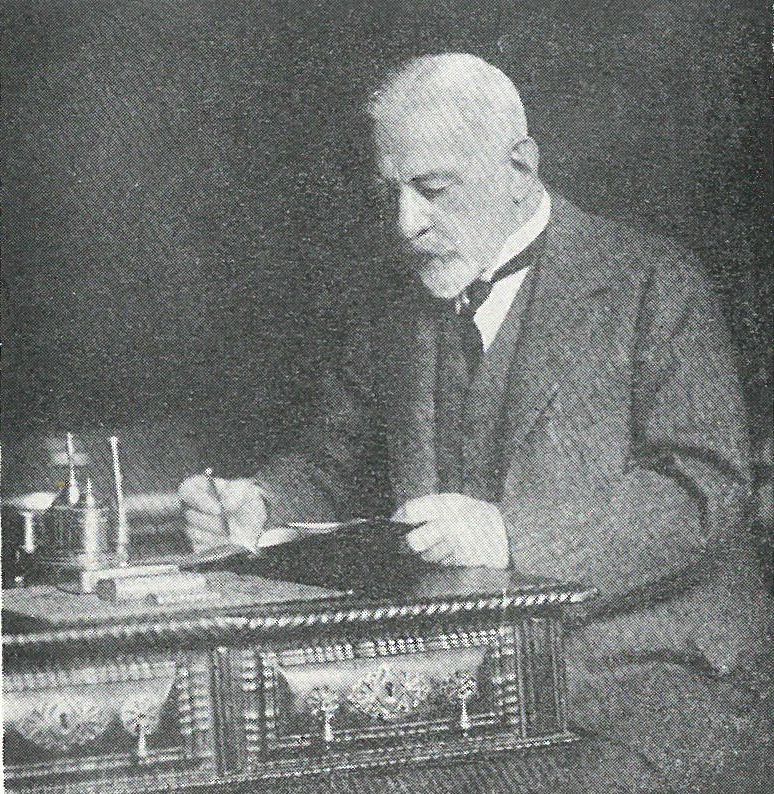
Rosen in seinem Büro, 1930

Friedrich Rosens Großvater Friedrich Ernst Ballhorn-Rosen war Kanzler des Fürstentums Lippe. Sein Vater Georg Rosen veröffentlichte als Orientalist sprachwissenschaftliche und historische Schriften, unter anderem zur Geschichte des Osmanischen Reichs, zu persischer und arabischer Poesie und zur Archäologie Palästinas, und war im diplomatischen Dienst Preußens als Konsul im Nahen Osten und auf dem Balkan tätig. Friedrich Rosens Mutter Serena Anna Moscheles, Tochter von Ignaz Moscheles, entstammte einer britischen Gelehrten- und Künstlerfamilie. Sein Onkel Friedrich August Rosen war ebenfalls Orientalist und Sanskritist.
Seine Kindheit und Jugend verbrachte er in Jerusalem, wo sein Vater als Konsul tätig war. Zwischen 1872 und 1877 lebte er in Detmold, wo er am Leopoldinum sein Abitur ablegte. Er genoss eine viersprachige Erziehung (Deutsch, Englisch, Arabisch und Persisch) und entschloss sich früh zum Studium der neueren und orientalischen Sprachen, das ihn an die Universitäten Berlin, Leipzig, Göttingen und Paris führte. Nach dem Abschluss war er für anderthalb Jahre als Hauslehrer für die Kinder Frederick Hamilton-Temple-Blackwoods, des Vizekönigs von Indien, in Kalkutta und Shimla tätig. Aus seinem Aufenthalt in Indien ging seine Doktorarbeit an der Universität Leipzig (Betreuung von Ernst Windisch und Ludolf Krehl) zu Agha Hassan Amanats synkretistisches Theaterstück Indar Sabha hervor, welches in Indien genrestiftend wirkte und als Vorläufer von Bollywood gilt. Rosen sah darin den Beweis, dass es in Indien eigenständige moderne Kulturentwicklungen gab.

## Karriere im Auswärtigen Amt des Deutschen Reichs
Neben seiner anglophilen Grundeinstellung blieb eine Vorliebe für orientalische Kultur sein Leben lang erhalten. Ab 1887 unterrichtete er Persisch und Hindustani am Seminar für Orientalische Sprachen in Berlin. Im Streit mit der Institutsleitung um Eduard Sachau schied er 1890 aus dieser Funktion aus und schlug den Weg in die Dienste des Auswärtigen Amtes ein. Als Dragoman und Geschäftsträger wirkte er in Beirut und Teheran, bevor er 1898 Konsul in Bagdad wurde. In Teheran befreundete er sich mit dem Zeremonienmeister und Sufi-Reformator Ali Khan Qajar Zahir-al-Dowleh und dem Philosophen 'Emad ed-Dowleh. Durch Hazrat Safi Ali Shah wurde Rosen in den Niʿmatullāhīya-Orden initiiert.
Nach der Palästinareise Kaiser Wilhelms II. ernannte man Rosen zum General-Konsul in Jerusalem, zwei Jahre später erfolgte 1900 seine Berufung in die Politische Abteilung des Auswärtigen Amtes als Leiter des Orientreferats. Rosen galt als Fachmann für den Orient, der durch seine liberalen Ansichten, seine gleichzeitige Unterstützung für die Monarchie und seine Anglophilie, ähnlich seinem Freund Wilhelm Solf, für eine Verständigung mit Großbritannien als geeignet erachtet wurde. 1902 begleitete Rosen den persischen Schah Mozaffar ad-Din Schah auf seiner Deutschlandreise und dolmetschte für ihn und die persische Delegation am Hof Kaiser Wilhelms II. Für seine kulturelle Vermittlung wurde er von Persien mit dem Kaiserlichen Sonnen- und Löwenorden zweiter Klasse ausgezeichnet. Im Anschluss an den Internationalen Orientalisten Kongress in Hamburg 1902 wirkte Rosen zusammen mit Jacob Wackernagel darauf hin, dass Friedrich Carl Andreas zum Professor an der Universität Göttingen berufen wurde, wodurch die Iranistik in Göttingen etabliert wurde.
Im Rahmen der nach ihm benannten Rosengesandtschaft nahm Friedrich Rosen 1904/1905 für das Deutsche Kaiserreichs mit Äthiopien diplomatische Beziehungen auf. Teil der Vereinbarungen war die Entsendung einer deutschen archäologischen Mission unter der Leitung von Enno Littmann um für die frühe Geschichte des Christentums und das nationale Narrativ Äthiopiens wichtige Ausgrabungen in Aksum durchzuführen. Auf seiner Rückreise nach Europa erhielt Rosen die Ernennung zum Gesandten im marokkanischen Tanger. Von 1910 bis 1912 war Rosen Gesandter in Bukarest, 1912 bis 1916 in Lissabon. Als Deutschland 1916 als Reaktion auf die Beschlagnahmung deutscher Schiffe auf Druck Großbritanniens in portugiesischen Häfen Portugal den Krieg erklärte, musste Rosen seinen Posten verlassen und nach Deutschland zurückkehren. Im Vorlauf und während des Ersten Weltkriegs war Rosen ein entschiedener Gegner der deutschen Dschihad-Politik, wie sie u. a. von Max von Oppenheim oder Wilhelm II vertreten wurde.
Wilhelm II. ernannte ihn daraufhin zum Gesandten in Den Haag, wo er bis zu seinem Aufstieg zum Außenminister verblieb. 1918 trug er maßgeblich dazu bei, dass Deutschland nicht auch noch den Niederlanden den Krieg erklärte. Rosen vermittelte die Unterkunft Wilhelms II. in seinem niederländischen Exil Haus Doorn und nahm ihn am 10. November 1918 an der deutsch-holländischen Grenze in Empfang; später wurde ihm verboten, den Kaiser zu besuchen.

## Außenminister der Weimarer Republik
Im Frühjahr 1921 berief Reichskanzler Joseph Wirth Rosen zum Reichsminister des Äußeren im Kabinett Wirth I. In der Frage der Reparationszahlungen erschien dem christlich-sozialen Wirth ein anglophiler und zudem parteiloser Außenminister förderlich. In den fünf Monaten seiner Amtszeit erwarb sich Rosen durch den Friedensvertrag mit den Vereinigten Staaten bleibende Verdienste. Aus Protest gegen das Londoner Ultimatum, in dem die Entente-Mächte die Annahme der hohen Reparationsforderungen gegen Deutschland mit konkreten Auflagen verbanden, trat Rosen mit dem Rest des Kabinetts zurück. Er sah in der Politik der Siegermächte eine Doppelmoral: Einerseits würden sie das Selbstbestimmungsrecht der Völker proklamieren, andererseits auf die Volksabstimmung in Oberschlesien, bei der sich eine 60-prozentige Mehrheit für den Verbleib bei Deutschland aussprach, keine Rücksicht nehmen.

## Die letzten Jahre
Daher schied Friedrich Rosen im Oktober 1921 aus dem Staatsdienst aus. Sein Nachfolger wurde, der Politik Wirths entsprechend, der ähnlichen Grundsätzen verpflichtete Walther Rathenau.
Rosen widmete sich seit 1921 als Vorsitzender der Deutschen Morgenländischen Gesellschaft, der Dachorganisation der Orientalisten in Deutschland, zunehmend wissenschaftlicher Arbeit und der Unterstützung der durch den Krieg angeschlagenen deutschen Orientalistik. Sein bis heute in der Orientalistik bekanntes Werk, die Übersetzung der Rubajat Omar Khajjams, ist in mehreren Editionen erschienen. Eine Arbeit zu den Rubajat erschien 1926 auch auf Persisch. Des Weiteren unterstützte er in Berlin lebende iranische Studenten und Intellektuelle bei ihren Forschungsarbeiten in europäischen Bibliotheken und Archiven. Zu ihnen zählten unter anderem der Gründervater der sozialistischen Tudeh-Partei des Iran, Taqi Erani. Mit Erani arbeitet Rosen in den 1920er Jahren auch an mehreren Veröffentlichungen zur Authentizität der Omar Khajjam zugeschriebenen Rubajat sowie zu Chajjams philosophischen und mathematischen Arbeiten.
Nach der Machtergreifung der Nationalsozialisten, deren Ideologie Friedrich Rosen, mütterlicherseits jüdischer Herkunft, von Anfang an zuwider war, sah er sich vermehrt antisemitischer Hetze ausgesetzt und seine Ministerrente wurde ihm gestrichen. Die antisemitischen Anfeindungen hatten begonnen, als er 1921 Außenminister wurde.
Im September 1935 reiste er „plötzlich entschlossen“ nach Peking, wo sein Sohn Georg an der deutschen Botschaft tätig war. Dort starb Friedrich Rosen an den Folgen eines Beinbruchs. Aufgrund der Rassenpolitik des NS-Regimes und seinem Widerstand gegen das von dem mit Deutschland verbündeten Japan verübte Nanking-Massaker, war Georg Rosen 1938 gezwungen, den diplomatischen Dienst zu verlassen.

## Werke
- Shumā Farsī härf mīzänīd? = (Sprechen Sie Persisch?) Neupersischer Sprachführer, für die Reise und zum Selbstunterricht, enthaltend eine kurze Grammatik, Wörtersammlung, Gespräche und Lesestücke / herausgegeben von Fritz Rosen. Leipzig: Koch 1890 Digitalisat Cornell = Kopie bei Google Books, Digitalisat Illinois = Kopie bei Google Books
- Die Indarsabhā des Amānat : Neuindisches Singspiel in lithographischem Originaltext. Mit Übersetzung und Erklärungen sowie einer Einleitung über das hindustanische Drama von Friedrich Rosen. Leipzig: Fr. Brockhaus 1892 Digitalisat California = Kopie bei Google Books
- Modern Persian Colloquial Grammar. London: Luzac 1898 Digitalisat Harvard = Kopie bei Google Books
- Die Sinnsprüche Omars des Zeltmachers. Rubaijat-i-Omar-i-Khajjam. Deutsche Verlags-Anstalt, Stuttgart/Leipzig 1909 Digitalisat
  - Die Sinnsprüche Omars des Zeltmachers. 5., vermehrte Auflage. Deutsche Verlags-Anstalt, Stuttgart/Leipzig 1922 (Digitalisat).
  - Die Sinnsprüche Omars des Zeltmachers. 13. Auflage. Insel, Frankfurt am Main 1993, ISBN 3-458-08407-X. (Teilausgabe)
  - Omar Khayyam: Vierzeiler (Rubāʿīyāt) übersetzt von Friedrich Rosen mit Miniaturen von Hossein Behzad. Epubli, Berlin 2010, ISBN 978-3-86931-622-2.
- Einleitung zu: Jalāl al-Dīn, Rūmī, Maulānā. Mesnevi, oder Doppelverse des Scheich Mewlānā Dschelāl ed dīn Rūmi. Aus dem Persischen übertragen von Georg Rosen, mit einer Einleitung von Friedrich Rosen. (Meisterwerke orientalischer Literaturen Bd. 1/9). München: G. Müller 1913 Digitalisat
- Der Ratgeber für den Umgang mit Menschen. Achtes Buch des Gulistan nebst einigen anderen Stücken des Muslih Ed Din Saadi aus Schiras (1189–1291). Aus dem Persischen übertragen von Friedrich Rosen. Berlin: Georg Stilke 1921 Digitalisat
- Elementa persica: persische Erzählungen, mit kurzer Grammatik und Glossar von Georg Rosen. Neu bearbeitet von Friedrich Rosen. Leipzig: Veit & Co 1915, Band 1.
- Persien in Wort und Bild: mit 165 meist ganzseitigen Aufnahmen und einer Landkarte im Anhang. Berlin & Wien : Fr. Schneider 1926  Digitalisat Illinois, Digitale Bibliothek Elbing
- Oriental Memories of a German Diplomatist. Methuen & Co. Ltd., London 1930. (Digitalisat).
- Aus einem diplomatischen Wanderleben, Bd. 1, Transmare Verlag, Berlin 1931 (Digitalisat).
- Aus einem diplomatischen Wanderleben, Bd. 2, Transmare Verlag, Berlin 1932 (Digitalisat).
- Aus einem diplomatischen Wanderleben, Bd. 3/4, Limes-Verlag, Wiesbaden 1959.

### Beispiel einer Nachdichtung aus denRubaijat-i-Omar-i-Khajjam(„Vierzeilerdes‘Omar Khajjam“)
یک چند به کودکى به استاد شدیم
یک چند ز استادى خود شاد شدیم
پایان ِسخن شنو که ما را چه رسید
از خاک در آمدیم و بر باد شدیم
yek čand be-kūdakī be-ostād šodīm
yek čand ze ostādī-ye ḫod šād šodīm
pāyān-e soḫan šenau ke mā-rā če resīd
az ḫāk dar-āmadīm-o bar bād šodīm 
Zum Meister ging ich einst – das war die Jugendzeit.
Dann hab ich mich der eigenen Meisterschaft gefreut.
Und wollt ihr wissen, was davon das Ende ist?
Den Staubgebor’nen hat wie Staub der Wind zerstreut.